# Blue Hill (Nebraska)
Blue Hill – miasto w Stanach Zjednoczonych, w stanie Nebraska, w hrabstwie Webster.